# Дельсаль, Дидье
Дидье́ Дельса́ль (род. 6 мая 1957, Экс-ан-Прованс) — французский лётчик-истребитель и лётчик-испытатель вертолётов. 14 мая 2005 года он стал первым (и единственным) человеком, который посадил вертолёт Eurocopter AS350 Squirrel на высоте 8848 м — вершине Эвереста.

## Карьера
Дидье Дельсаль поступил на службу в ВВС Франции в 1979 году в качестве лётчика-истребителя. Через два года он стал пилотом вертолёта и следующие десять лет участвовал в поисково-спасательных операциях. Затем Дельсаль отслужил пять лет лётчиком-испытателем и инструктором в школе лётчиков- испытателей EPNER в Истре, Франция. Затем Дельсаль был нанят Eurocopter, крупнейшим в мире поставщиком вертолётов, и дочерней компанией European Aeronautic Defense and Space Company, в качестве главного лётчика-испытателя, ответственного за небольшие однодвигательные вертолёты, а затем и за более крупные вертолёты NH90, которые тогда разрабатывались (сейчас уже приняты на вооружение) для вооружённых сил разных стран.

## Посадка на вершину Эвереста
Дельсаль использовал практически стандартную версию Eurocopter AS350 Squirrel B3, удалив только ненужные элементы (пассажирские сиденья и т. п.), чтобы снизить стандартный вес на 120 кг (265 фунтов) и, таким образом, увеличить запас топлива на 1 час.
За день до покорения Эвереста, Дидье Дельсаль совершил несколько испытательных полётов, подняв свой вертолёт до 10211 метров над землёй и, затем, посадив его на южном склоне Эвереста на высоте 7925 метров.
14 мая 2005 г., в 07:08 NPT ранним утром (01:23 UTC), Делсалль установил мировой рекорд по максимальной высоте посадки вертолёта, когда его Eurocopter AS350 Squirrel приземлился на вершине высотой 8 848 м (29 029 футов) — горе Эверест. Полёт и посадка на вершину были записаны множеством камер и другого оборудования для подтверждения записи. Пробыв на вершине мира 3 минуты и 50 секунд, Дельсаль взлетел и вернулся в аэропорт Тенцинг-Хиллари в Лукле, Непал.

Это достижение потребовало многочисленных предварительных пробных полётов, ввиду низкого атмосферного давления для устойчивой работы роторов вертолётов, ветров более 299 км/ч на этих высотах и «истощения» кислорода как для пилота, так и для двигателя его вертолёта. Чтобы совершить полёт, Дельсалю пришлось найти области восходящих и нисходящих потоков; впоследствии он заявил: 
Я обнаружил, что восходящий поток настолько силён, что я смог подняться, почти не затратив энергии.
На следующий день, 15 мая 2005 года, Дельсаль повторил посадку на вершине Эвереста, чтобы доказать, что предыдущее достижение не было простой удачей. Условия на второй день были намного сложнее, но Дельсаль решил не ждать, чтобы не препятствовать «обычным» альпинистам, ожидающим восхождения на Эверест во время хороших погодных условий в мае.

## Мировые рекорды полёта вертолёта
- Рекорд скорости восхождения на 3000 м (9843 футов), 2 мин 21 сек, установлено 14 апреля 2005 г[5].
- Рекорд скорости восхождения до 6000 м (19 690 футов), 5 мин 06 сек, установлено 14 апреля 2005 г[6].
- Рекорд скорости восхождения на 9000 м (29 530 футов), 9 мин 26 сек, установлено 14 апреля 2005 г[7].
- Рекорд максимальной взлетной высоты 8848 м (29 030 футов) с вершины Эвереста, установленной 14 мая 2005 г[8].